# Lirimiris postpallida
Lirimiris postpallida är en fjärilsart som beskrevs av Rothschild 1917. Lirimiris postpallida ingår i släktet Lirimiris och familjen tandspinnare. Inga underarter finns listade i Catalogue of Life.